# Thymallus baicalensis
Thymallus baicalensis is een straalvinnige vissensoort uit de familie van de zalmen (Salmonidae). De wetenschappelijke naam van de soort is voor het eerst geldig gepubliceerd in 1874 door Dybowski.